# Sparks (zespół muzyczny)
Sparks – amerykański zespół muzyczny założony w Los Angeles w 1967 roku przez braci Rona (instrumenty klawiszowe) i Russella Maelów (śpiew).
Twórczość zespołu obejmuje różne style: glam rock, power pop, elektroniczną muzykę taneczną i klasyczny pop. W 2000 roku w amerykańskim dzienniku „Los Angeles Times” napisano, że na twórczości duetu Sparks wzorowały się takie brytyjskie zespoły, jak: Pet Shop Boys, Depeche Mode i Erasure.
W latach 2014–2015 zespół wraz ze szkockim zespołem indierockowym Franz Ferdinand tworzył supergrupę FFS (skrót od Franz Ferdinand and Sparks). Wydali oni wspólnie jeden album studyjny pn. FFS.

## Dyskografia
- 1971: Halfnelson (reedycja w 1972 r. jako Sparks)
- 1972: A Woofer in Tweeter's Clothing
- 1974: Kimono My House
- 1974: Propaganda
- 1975: Indiscreet
- 1976: Big Beat
- 1977: Introducing Sparks
- 1979: No. 1 In Heaven
- 1980: Terminal Jive (z utworem When I’m with You)
- 1981: Whomp That Sucker
- 1982: Angst in My Pants
- 1983: In Outer Space
- 1984: Pulling Rabbits Out of a Hat
- 1986: Music That You Can Dance To
- 1988: Interior Design
- 1994: Gratuitous Sax & Senseless Violins
- 1997: Plagiarism
- 2000: Balls
- 2002: Lil' Beethoven
- 2006: Hello Young Lovers
- 2008: Exotic Creatures of the Deep
- 2009: The Seduction of Ingmar Bergman
- 2013: Two Hands One Mouth - Live in Europe
- 2017: Hippopotamus
- 2020: A Steady Drip, Drip, Drip
- 2023: The Girl Is Crying in Her Latte